# Rudgea alvarezii
Rudgea alvarezii är en måreväxtart som beskrevs av Attila L. Borhidi och Lozada-pérez. Rudgea alvarezii ingår i släktet Rudgea och familjen måreväxter. Inga underarter finns listade i Catalogue of Life.